# Great Portland Street metróállomás
A Great Portland Street a londoni metró egyik állomása az 1-es zónában, a Circle line, a Hammersmith & City line és a Metropolitan line érinti.

## Története
1863. január 10-én nyitották meg a világ első földalattijának (Metropolitan line) állomásaként Portland Road néven. 1917. március 1-jén kapta a Great Portland Street and Regents Park, majd 1933-ban a mai nevét.
1949-től a Circle line, 1990-től a Hammersmith & City line vonatai is érintik.

## Forgalom
| Járat | Útvonal | Gyakoriság       |
| ----- | --- | ---------------- |
|       | Hammersmith – Goldhawk Road – Shepherd’s Bush Market – Wood Lane – Latimer Road – Ladbroke Grove – Westbourne Park – Royal Oak – Paddington – Edgware Road – Baker Street – Great Portland Street – Euston Square – King’s Cross St. Pancras – Farringdon – Barbican – Moorgate – Liverpool Street – Aldgate – Tower Hill – Monument – Cannon Street – Mansion House – Blackfriars – Temple – Embankment – Westminster – St. James’s Park – Victoria – Sloane Square – South Kensington – Gloucester Road – High Street Kensington – Notting Hill Gate – Bayswater – Paddington – Edgware Road | 10-15 percenként |
|       | Hammersmith – Goldhawk Road – Shepherd’s Bush Market – Wood Lane – Latimer Road – Ladbroke Grove – Westbourne Park – Royal Oak – Paddington – Edgware Road – Baker Street – Great Portland Street – Euston Square – King’s Cross St. Pancras – Farringdon – Barbican – Moorgate – Liverpool Street – Aldgate East – Whitechapel – Stepney Green – Mile End – Bow Road – Bromley-by-Bow – West Ham – Plaistow – Upton Park – East Ham – Barking | 8-10 percenként  |
|       | Aldgate – Liverpool Street – Moorgate – Barbican – Farringdon – King’s Cross St. Pancras – Euston Square – Great Portland Street – Baker Street – Finchley Road – Wembley Park – Preston Road – Northwick Park – Harrow-on-the-Hill (– tovább Chesham, Watford, Uxbridge és Amersham felé) | 3-5 percenként   |

## Átszállási kapcsolatok
| Állomás               | Átszállási kapcsolatok                                                      |
| --------------------- | --------------------------------------------------------------------------- |
| Great Portland Street | Helyi buszok (Great Portland Street Station és Albany Street / Euston Road) |

## Fordítás
- Ez a szócikk részben vagy egészben  a   Great Portland Street tube station című angol Wikipédia-szócikk fordításán alapul.  Az eredeti cikk szerkesztőit annak laptörténete sorolja fel. Ez a jelzés csupán a megfogalmazás eredetét és a szerzői jogokat jelzi, nem szolgál a cikkben szereplő információk forrásmegjelöléseként.